# Дивненский сельский совет (Новотроицкий район)
Дивненский сельский совет (укр. Дивненська сільська рада) — входит в состав
Новотроицкого района
Херсонской области
Украины.
Административный центр сельского совета находится в 
с. Дивное
.

## История
- 1974 — дата образования.

## Населённые пункты совета
- с. Дивное
- с. Лиходедовка
- с. Попелак
- с. Свиридоновка